# ビリミリオン
「ビリミリオン」は、日本のシンガーソングライター・優里の楽曲。メジャー14作目の配信限定シングルとして2023年1月19日にリリースされた。

## 概要
前作「メリーゴーランド」から約1ヶ月ぶりのリリース。
本曲は、"後悔しない選択を選んで欲しい"と歌う、無限大の可能性のある、何にでもなれる自分の人生を、自分で考えて選んで後悔しない生き方をしていこう、というメッセージを込めた、頑張るすべての人の背中を押す優里からの"今"という時代の応援ソングである。
リリースを記念し、松丸亮吾率いる謎解きクリエイター集団RIDDLERと初コラボを行った。内容は「未解禁情報を賭けた謎解きに突如謎の男が現れ、答えを聞くか、自力で謎を解くかの奇妙な選択を迫る」というものである。
ミュージック・ビデオは、2023年1月19日20時にYouTubeで公開された。イラストレーターの鉄拳とコラボしており、"後悔しない選択を選んで欲しい"という楽曲のメッセージと歌詞の世界観をパラパラ漫画でストーリー化している。

## チャート成績
本楽曲は、2023年1月25日公開（集計期間：2023年1月16日～1月22日）のビルボード・ジャパンチャートにおいて、ストリーミング圏外、ダウンロード5位（6,595DL）、動画再生46位で総合チャート「JAPAN HOT 100」では47位に初登場した。翌週は総合チャートで26位にジャンプアップ。ダウンロードは前週から減少したが、ストリーミングでは28位とTOP100入りを果たした。その後も成績をじわじわと伸ばし続け、4月5日発表のストリーミングで5,958,767万再生を記録、4位に上昇しTOP10入りを果たした。その翌週も総合チャートで6位を獲得し、最高位となった。
2023年6月、チャートイン21週目にしてストリーミング累計再生回数1億回を突破。「ドライフラワー」と「ベテルギウス」（それぞれ13週目で達成）に次いで、自身2番目の速さで達成した。

## 認定とセールス
|                                | 認定 (RIAJ) | 売上/再生回数      |
| ------------------------------ | ----------- | ------------------ |
| ダウンロード                   | 未公表      |                    |
| ストリーミング                 | ゴールド    | 100,000,000 回再生 |
| *認定のみに基づく売上/再生回数 |             |                    |

## 収録曲
1. ビリミリオン
  - 作詞・作曲：優里

## テレビ披露
| 日付          | 番組名                                                        | 放送局       | 出典   |
| ------------- | ------------------------------------------------------------- | ------------ | ------ |
| 2023年2月10日 | ミュージックステーション                                      | テレビ朝日系 | [ 11 ] |
| 2023年2月13日 | CDTVライブ!ライブ!バレンタイン直前！ラブソング2時間スペシャル | TBS系        | [ 12 ] |